# Fernanda Negri Pouget
Fernanda Negri Pouget, née Fernanda Gina Maria Negri le 31 mars 1888 à Rome (Italie) et morte le 17 février 1955 dans la même ville, est une actrice italienne du cinéma muet.

## Biographie
Fernanda Negri Pouget joua dans plus de quatre-vingts films principalement de 1906 à 1923. Elle fut mariée à l'acteur français Armand Pouget.

## Filmographie partielle
- 1906 : Pierrot amoureux de Mario Caserini
- 1906 : Otello de Mario Caserini et Gaston Velle
- 1907 : Il fornaretto di Venezia de Mario Caserini
- 1908 : Roméo et Juliette de Mario Caserini
- 1909 : Beatrice Cenci de Mario Caserini
- 1910 : Hamlet de Mario Caserini
- 1910 : La Bataille de Legnano de Mario Caserini
- 1910 : Jean de Médicis de Mario Caserini
- 1910 : Faust de David Barnett, Henri Andréani et Enrico Guazzoni
- 1911 : La Jérusalem délivrée d'Enrico Guazzoni
- 1911 : Il poverello di Assisi d'Enrico Guazzoni
- 1911 : L'Épouse du Nil d'Enrico Guazzoni
- 1912 : Satan de Luigi Maggi
- 1913 : La lampada della nonna de Luigi Maggi
- 1913 : Les Derniers Jours de Pompéi de Mario Caserini et Eleuterio Rodolfi
- 1914 : Il dottor Antonio d'Eleuterio Rodolfi
- 1922 : Le perle di Cleopatra de Guido Brignone